# Kimberly Schmidinger
Kimberly Schmidinger, detta Kim (Pittsfield, 18 maggio 1970), è un'ex sciatrice alpina statunitense.

## Biografia
Polivalente originaria di Lee e sorella gemella di Krista, a sua volta sciatrice alpina, Kimberly Schmidinger debuttò in campo internazionale in occasione dei Mondiali juniores di Hemsedal/Sälen 1987, dove vinse la medaglia di bronzo nello slalom speciale; due anni dopo nella rassegna iridata giovanile di Alyeska 1989 conquistò la medaglia d'oro nello slalom gigante e quella d'argento nella combinata. In Nor-Am Cup vinse la classifica di supergigante nella stagione 1989-1990; non ottenne piazzamenti in Coppa del Mondo né prese parte a rassegne olimpiche (pur essendo stata selezionata per i XVI Giochi olimpici invernali di Albertville 1992 non poté gareggiare a causa di un infortunio) o iridate.

## Palmarès

### Mondiali juniores
- 3 medaglie:
  - 1 oro (slalom gigante ad Alyeska 1989)
  - 1 argento (combinata[2] ad Alyeska 1989)
  - 1 bronzo (slalom speciale a Hemsedal/Sälen 1987)

### Nor-Am Cup
- Vincitrice della classifica di supergigante nel 1990[senza fonte]